# Gola (Koprivnica-Križevci)
Pour les articles homonymes, voir Gola.
Gola est un village et une municipalité située dans le comitat de Koprivnica-Križevci, en Croatie. Au recensement de 2001, la municipalité comptait 2 760 habitants, dont 99,60 % de Croates et le village seul comptait 995 habitants.

## Localités
La municipalité de Gola compte 5 localités :
- Gola
- Gotalovo
- Novačka
- Otočka
- Ždala

## Personnalités liées
- Ivan Večenaj (1920-2013), peintre naïf croate y est né